# 陽だまりをつれて
「陽だまりをつれて」（ひだまりをつれて）は、米倉千尋の17枚目のシングルである。初回盤は「ポラステッカー」封入。

## 収録曲
1. 陽だまりをつれて
編曲：aqua.t
「内村プロデュース」エンディング曲。
6thアルバム『jam』にも収録されている。
2. 「あいのうた」
編曲：aqua.t
『jam』には、アルバムバージョンとして収録されている。
3. 犬と赤いフリスビー（live version）
編曲：勝又隆一
4thアルバム『Colours』収録曲のライブバージョン。
4. 陽だまりをつれて（instrumental）

全作詞・作曲：米倉千尋